# Uden
Uden és un municipi de la província del Brabant del Nord, al sud dels Països Baixos. L'1 de gener del 2009 tenia 40.517 habitants repartits sobre una superfície de 67,59 km² (dels quals 0,49 km² corresponen a aigua). Limita al nord amb Landerd i Mill en Sint Hubert, a l'oest amb Bernheze i al sud amb Veghel, Boekel i Sint Anthonis

## Centres de població
- Nistelrode
- Odiliapeel
- Reek
- Schaijk
- Uden
- Volkel
- Vorstenbosch
- Zeeland

## Ajuntament
El consistori és format per 27 regidors, repartits:
- SP – 6
- CDA – 5
- Jong Uden – 4
- VVD - 4
- Leefbaar Uden - 3
- PvdA - 3
- Gewoon Uden - 2